# Avon Championships of Seattle 1981
Avon Championships of Seattle 1981  — жіночий тенісний турнір, що проходив на закритих кортах з килимовим покриттям Кі-арена в Сіетлі (США). Належав до Avon Championships Circuit 1981. Турнір відбувся вп'яте і тривав з 23 лютого до 1 березня 1981 року. Шоста сіяна Сільвія Ганіка здобула титул в одиночному розряді й отримала за це 24 тис. доларів США.

## Фінальна частина

### Одиночний розряд
Сільвія Ганіка —  Барбара Поттер 6–2, 6–4
- Для Ганіки це був 1-й титул в одиночному розряді за сезон і 2-й - за кар'єру.

### Парний розряд
Розмарі Казалс /  Венді Тернбулл —  Сью Баркер /  Енн Кійомура 6–4, 6–1

## Розподіл призових грошей
| Дисципліна       | П       | F       | 3-тє   | 4-те   | ЧФ     | 1/8    | 1/16 | Попер. коло |
| Одиночний розряд | $24,000 | $12,000 | $6,500 | $6,200 | $3,000 | $1,600 | $900 | $500        |

## Нотатки
1. ↑  Загальний призовий фонд спочатку становив 150 тис. доларів, але потім Жіноча тенісна асоціація (WTA) зменшила його до 125 тис. оскільки була нездатна виконати зобов'язання з виплати.[1]